# Antínous de Molòssia
Antínous (en grec Ἀντίνους) era un noble molós de l'Epir, amb relacions clientelars amb la dinastia de Macedònia.
Era bon soldat, però contrari a la guerra contra la República Romana. Un jove epirota de nom Carops, educat a Roma, va denunciar Antínous i un altre noble de nom Cèfal Molós, acusant-los d'estar en tractes amb Perseu de Macedònia. En un principi Antínous i els seus amics no van fer cas de les maquinacions de Carops, però quan els romans van començar les detencions, Antínous i Cèfal van haver d'unir-se a Macedònia contra Roma en contra de la seva voluntat. Tot Molòssia els va seguir. Antínous va caure lluitant el 168 aC. Polibi no aclareix si va ser mort a l batalla o si va morir per la seva pròpia mà desesperat.